# مرد خانواده (فیلم ۲۰۱۶)
مرد خانواده (به انگلیسی: A Family Man) یک فیلم سینمایی آمریکایی در ژانر درام محصول سال ۲۰۱۶  به کارگردانی مارک ویلیامز با بازی جرارد باتلر، گرچن مول، الیسون بری، انوپم کهیر، آلفرد مولینا، ویلم دفو، داستین میلیگان، جولیا باترز، میمی کیزیک و کاتلین مونرو است.